# Krajta (Python)
Krajta (Python) je rod nejedovatých škrtivých hadů patřících do skoro stejnojmenné čeledi krajty (Pythonidae). Tito hadi se vyskytují v tropických a subtropických oblastech východní polokoule, tedy v Asii, Africe a Austrálii. V současné době je známo 11 žijících a 1 vyhynulý druh krajt. Donedávna taxonomové uznávali celkem 7 žijících druhů, to se však změnilo, neboť došlo k povýšení 3 poddruhů a byly popsány nové druhy.

## Evoluce
Nejstarším známým zástupcem krajt je druh Messelopython freyi o stáří asi 47 milionů let, popsaný v roce 2020 z eocenní lokality Messel v Německu.

## Popis
Některé druhy krajt patří podle měření mezi největší hady světa. Například krajta mřížkovaná (Python reticulatus) může dosahovat délky přes 7 metrů (podle některých údajů až k 9 metrům).
Vědecký název rodu Python, který mu v roce 1803 přidělil François Marie Daudin, je odvozen z latiny a znamená „had“.

## Zástupci
- Python anchietae (Bocage, 1887) – krajta angolská
- Python bivittatus (Kuhl, 1820) – krajta tmavá
- Python breitensteini (Steindachner, 1881) – krajta bornejská
- Python brongersmai (Stull, 1938) – krajta malajská
- Python curtus (Schlegel, 1872) – krajta pestrá
- Python europaeus (Szyndlar & Rage, 2003) †
- Python kyaiktiyo (Zug, Gotte & Jacobs, 2011)
- Python molurus (Linné, 1758) – krajta tygrovitá
- Python natalensis (Smith, 1840) – krajta jihoafrická
- Python regius (Shaw, 1802) – krajta královská
- Python reticulatus – krajta mřížkovaná
- Python sebae (Gmelin, 1789) – krajta písmenková

## Rozšíření
V Africe žijí krajty v oblasti na jih od Sahary s výjimkou jihozápadního výběžku kontinentu, Západního Kapska, a Madagaskaru. V Asii se vyskytují od Bangladéše, Nepálu, Indie, Pákistánu, Srí Lanky a Nikobar přes Myanmar po Indočínu, jižní Čínu, Hongkong a Chaj-nan. Žijí také v malajské části Indonésie a na Filipínách.

## Invazní druhy
Podle některých studií se krajta tygrovitá a krajta písmenková mohou stát problematickými invazními druhy v oblasti jižní Floridy. Ministerstvo zemědělství Spojených států však uvádí, že potenciál ohrozit coby invazní druh Spojené státy má pouze krajta tmavá. Počátkem roku 2016 bylo při odchytu uloveno 106 krajt. Podle vedení Národního parku Everglades mohou na území parku žít tisíce těchto hadů, kteří se tam množí již několik let. Nedávné výzkumy ukazují, že krajty nepřežijí chladné zimní klima na sever od Floridy. To odporuje závěrům předchozích výzkumů, které krajtám připisovaly schopnost mnohem většího rozšíření.

## V zajetí
Vzhledem k poměrně snadné péči slouží řada krajt jako domácí mazlíčci. Jsou to zejména krajty královské, krajty malajské, krajty tmavé a krajty mřížkované. Jejich obliba je dána učenlivou povahou a barevností těchto hadů. Vzácné barevné mutace se prodávají za ceny, jež odpovídají jejich výjimečnosti. Soukromý chov krajt je při dodržování základních opatření relativně bezpečný.